# Războieni, Tulcea
Războieni (în bulgară Алифак/Alifak) este un sat în comuna Casimcea din județul Tulcea, Dobrogea, România. Se află în partea de sud a județului, în Podișul Casimcei.
Localitatea purta în trecut denumirea de „Alifaca”/„Alifacâ”, fiind un sat turcesc. Astăzi, locuitorii se ocupă în general cu agricultura și creșterea animalelor, deși zona este una aridă.
În sat există o biserică creștin-ortodoxă ce poartă hramul „Înălțarea Domnului”.
Peisajul împrejurimilor este dominat de munții Dobrogei, denumiți „colțani” de către localnici, dar și de mari suprafețe de păduri.